# 敦賀ラーメン

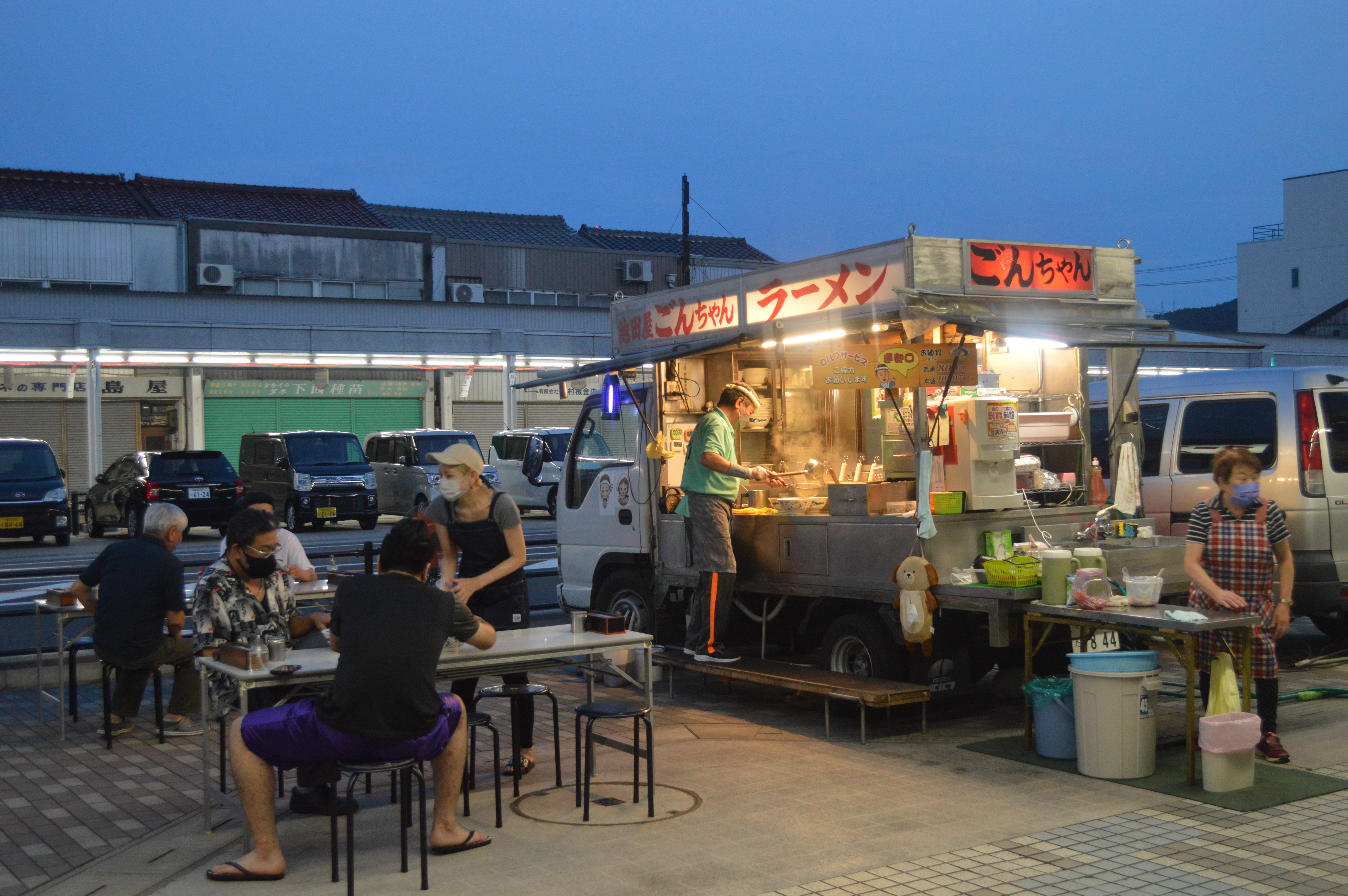
池田屋ごんちゃんの屋台

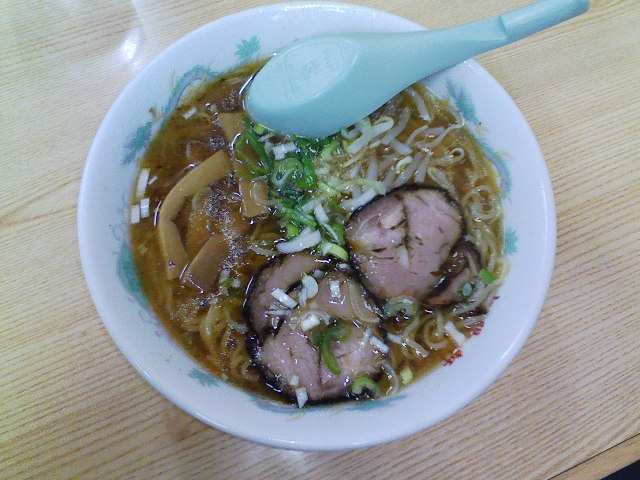
太陽軒

敦賀ラーメン（つるがラーメン）は、福井県敦賀市で提供されるラーメン。固定店舗ではなくラーメン屋台から始まり、現在も多くのラーメン屋台によって提供されるという特徴がある。

## 歴史
1953年（昭和28年）、敦賀に初めてのラーメン屋台が開店した。その後屋台は増え、当時「中華そば」と呼ばれ多くの人に親しまれるようになった。夜になるとチャルメラの音が響き渡り、23時を回ると屋台は敦賀駅前に集い、駅に降り立つ客や旧国鉄職員たちが食した。
1960年代後半からは中華料理店もでき、多くの人々がラーメンを食するようになった。また、団体旅行ブームで観光バスが深夜敦賀駅へ立ち寄り、市外からの乗降客が屋台に立ち寄った。そしてトラック運送全盛期のとき、国道沿いに屋台は移り、多いときには15台の屋台が立ち並ぶ「ラーメン街道」と呼ばれていた。
2005年（平成17年）には福井県の「地域ブランド創造活動推進事業」の一つとして「敦賀ラーメンブランド化プロジェクト」が採択されている。

## ラーメンの特徴
トンコツと鶏ガラをベースにした醤油味のスープ。
人気店の「中華そば 一力」を例にすると、多加水の縮れ麺を使用し、具材にはメンマ、チャーシュー、紅ショウガが用いられている。

## 代表的な店舗
- 中華そば 一力 - 敦賀市中央町1丁目に固定店舗を構える。屋台を前身としており、50年以上の歴史を持つ敦賀ラーメンの先駆けとされる[2][3]。
- 赤天ラーメン[3] - 国道8号沿い（本町アーケード沿い）に屋台を構える。
- 池田屋ごんちゃん - 国道8号沿い（本町アーケード沿い）に屋台を構える。敦賀屋台ラーメンの代表格とされる[3]。